# 裏切りの暗黒街
『裏切りの暗黒街』（うらぎりのあんこくがい）は、1968年8月14日に東映東京撮影所で制作し、東映で配給された日本映画である。監督は降旗康男。

## あらすじ
矢島・田熊・常吉・小池の四人は、かつてのギャング仲間だ。ある日、極東商事の岩崎と高村が、高級車で湘南の別荘に向っていた。岩崎は、財界の黒幕大和田に支払う、ヤクの代金五億を持っている。矢島たちは後を追い、別荘近くで襲撃し金を奪った。これを知った大和田は、倉田組を通じて調査を開始した。倉田は、現場を目撃した少年ジミーに尾行をつける。矢島たちが容疑者に浮かび上がると、小池が監禁され、ヤクを注射された。現場を目撃した田熊は、仲間のことをしゃべられぬよう小池を射殺してしまう。倉田組の幹部、根本らはジミーと田熊、そして矢島をも捕えた。矢島は銃を乱射しジミーを逃がすも、田熊は射殺された。常吉は、岩崎に矢島を釈放しなければ、極東商事がヤクを扱っていることを警察に告げると詰め寄った。矢島は一旦釈放されるが、今度は常吉が捕えられた。根本は矢島に、常吉を人質にしたことを告げ、極東商事の三号倉庫に呼び寄せる。矢島は根本ら数人を射ち倒したが、常吉が矢島の腕の中で死ぬ。矢島は、金の入ったトランクをジミーの姉友子に与え、ジミーのために役立ててくれと頼みこむ。死を覚悟した矢島は、極東商事に乗り込むと、岩崎、高村を脅迫し、大和田の別荘へ。銃弾が、高村たちを次々に撃ち倒していく。岩崎の反撃で矢島も瀕死の重傷を負う。しかし、ドスを握った最後の矢島の力の前に、大和田、岩崎そして矢島の体は重なり合って倒れていった。

## キャスト
- 矢島伍郎：鶴田浩二
- 田熊源太郎：山本麟一
- 松木常吉：水島道太郎
- 小池貞夫：待田京介
- ジミー：ケン・サンダース
- 友子：香山美子（松竹）
- 岩崎：渡辺文雄
- 高村：永井秀明
- 大和田伸作：柳永二郎
- 倉田：天津敏
- 井村：北川恵一
- 根元：高宮敬二
- 虎吉：八名信夫
- 内川：長門勇
- バーテン：室田日出男
- 警官：斎藤力
- 中年男：久保比佐志
- 運転手：木川哲也
- 女事務員A：早瀬千賀子
- 女事務員B：田沼瑠美子
- 男A：亀山達也
- 男B：三重街竜
- 男C：藤山俊行
- 男D：久保一
- 男E：桐島好夫
- 男F：野口泉
- 女性歌手：戸川昌子
- TV司会者：ミッキー安川

## スタッフ
- 監督：降旗康男
- 脚本：石松愛弘
- 企画：俊藤浩滋、吉田達
- 撮影：仲沢半次郎
- 美術：中村修一郎
- 音楽：八木正生
- 録音：井上賢三
- 照明：梅谷茂
- 編集：田中修
- スチール：丸川忠士